# Dúbnio
O Dúbnio é um elemento químico artificial , de símbolo químico Db, número atômico 105 (105 prótons e 105 elétrons), do grupo 5 (anteriormente denominado VB ou VA) da Classificação Periódica dos Elementos, com massa atómica [262] u. Provavelmente é um sólido na temperatura ambiente. Não encontrado na crosta terrestre, e sem aplicação conhecida.
É um  elemento sintético, altamente radiativo , cujo isótopo mais estável é o Db-268 com uma meia-vida de 16 horas. Tem uma elevada estabilidade comparada com a dos seus elementos vizinhos da tabela periódica.

## História
O Dúbnio (em homenagem a Dubna, Rússia) foi sintetizado pela primeira vez por uma equipe de pesquisadores soviéticos no Instituto Central de Investigações Nucleares (mais conhecido pela sigla em inglês JINR, de Joint Institute for Nuclear Research), em Dubna (Rússia), em 1967. A descoberta foi anunciada por G. N. Flerov descrevendo a obtenção dos isótopos Db-260 e Db-261. Estes isótopos foram obtidos através do bombardeamento de Am-245 com Ne-22.
Em abril de 1970, pesquisadores estadunidenses liderados por Albert Ghiorso trabalhando na Universidade da Califórnia, Berkeley, identificaram positivamente o elemento 105. Através de um acelerador de partículas (Acelerador Linear de Íons Pesados) bombardearam (84 MeV) o Califórnio-249 com N-15 obtendo o isótopo Db-260 com uma meia-vida de 1,6 segundos.

## Nomenclatura
Os cientistas de Berkeley deram a este elemento o nome de "hahnium" (em português, Hálmio ou Hâhnio) (símbolo Ha) em homenagem ao cientista alemão Otto Hahn, adotado de imediato pelos cientistas Norte-Americanos e Europeus Ocidentais. Como consequência do protesto dos Russos, a IUPAC adotou provisoriamente o nome "unnilpentium" (símbolo Unp). Em 1994, a comissão da CNIC (Commission on Nomenclature of Inorganic Chemistry), para resolver a questão, adotou internacionalmente o nome "Dubnium" (símbolo Db) em homenagem à cidade Russa de Dubna, onde está localizado o Instituto Central de Investigações Nucleares.

## Compostos
O dúbnio é um elemento com tempo de desintegração radioativa curto demais para que seus átomos sejam isolados e purificados seus compostos em quantidades apreciáveis. Sabe-se, entretanto, que o Db apresenta o  estado de oxidação +5.
A química do dúbnio, de um modo geral, se aproxima mais da química do nióbio do que da do tântalo, que está localizado imediatamente acima. Também parecem haver certas similaridades com a química do háfnio.

## Química Experimental
Os primeiros resultados dos estudos experimentais da química do elemento 105 remontam a 1974 e 1976. Os investigadores usaram um sistema termocromatográfico  e concluíram que a volatilidade de brometo de dúbnio era menor do que a do brometo de nióbio e aproximadamente a mesma que a do brometo de háfnio. Não é certo, no entanto, que os produtos de fissão detectados confirmaram que o elemento pai era efectivamente o elemento 105. Isto pode implicar que o novo elemento se comportou mais como háfnio do que nióbio.
Mais estudos sobre a química do elemento 105 foram relatados mais de uma década depois, em 1988. Estudos em Berkeley examinaram se o estado de oxidação mais estável do elemento 105 em solução aquosa era o +5. Sorção do elemento 105 de tampa de vidro desliza após vaporizado duas vezes e concentrada a lavagem com ácido nítrico , foi comparada com a dos marcadores de elementos do grupo 5 nióbio e tântalo e os elementos do grupo 4 zircônio e háfnio produzidos em linha sob condições semelhantes. Os elementos do grupo 5 são conhecidos por adsorverem em superfícies de vidro enquanto os elementos do grupo 4 não o fazem. O elemento 105 foi confirmado como um membro do grupo 5. No entanto, foi surpreendente que o comportamento de extracção do elemento usando uma mistura de solução HF/
HNO3 em metil isobutil cetona diferiam entre o elemento 105, tântalo e nióbio. O elemento 105 não foi extraído a partir da mistura e seu comportamento se assemelhava mais ao nióbio do que ao tântalo, indicando que os detalhes do comportamento complexante não podem ser previstos com base apenas em extrapolações simples de tendências dentro de um grupo na tabela periódica.
Isso levou a uma exploração mais aprofundada do comportamento químico dos complexos do elemento 105. Mil experimentos cromatográficos repetitivos foram realizados em conjunto em vários laboratórios no período 1988-1993. Todos os elementos do grupos 5 e o protactínio foram extraídos de ácido clorídrico concentrado; as concentrações mais baixas de HCl, pequenas quantidades de HF foram adicionadas para iniciar a re-extração seletiva. O elemento 105 apresentou um comportamento diferente do tântalo em concentrações de HCl abaixo de 12 M , seguindo o comportamento do nióbio e do protactínio, seu  pseudo-homólogo. Devido a esta semelhança com estes dois elementos, a investigação sugere que o complexo formado era ou [
DbOX4]– ou [
Db(OH)2X4]–. Depois de experimentos de extração de Db com HBr em diisobutil carbinol (2,6-dimetileptan-4-ol), um extrator específico para protactínio, com eluições subsequentes com misturas HCl/HF e HCl, a sequência de extracção, obtida Pa> Nb > Db foi determinada . Foi explicado como uma tendência crescente para formar complexos não extraíveis de cargas negativas múltiplas. Experiências adicionais em 1992 confirmaram a estabilidade do estado +5: Db(V) mostrou ser extraível a partir de colunas de troca catiónica com α-hidroxiisobutirato, de forma semelhante a outros elementos do grupo 5 e protactínio; Db(III) e Db(IV) não foram observados. Em 1998 e 1999, novas previsões produziram a seqüência Pa >> Nb ≥ Db > Ta para extração de soluções de haleto, o que foi posteriormente confirmado.
As primeiras experiências de cromatografia gasosa isotérmica foram realizados em 1992, com 262Db (t1/2 = 35 s). As volatilidades para nióbio e tântalo foram semelhantes dentro dos limites de erro, mas o dúbnio pareceu ser significativamente menos volátil. Postulou-se que os traços de oxigênio no sistema poderia ter levado à formação de 
DbOBr3 , que foi previsto para ser menos volátil do que 
DbBr5 . Experiências posteriores mostraram que, em 1996, os cloretos dos elementos do grupo 5 eram mais voláteis do que os brometos correspondentes, com exceção de tântalo, presumivelmente devido à formação de 
TaOCl3. Estudos posteriores da volatilidade dos cloretos de dúbnio, nióbio e com uma função das pressões parciais de oxigênio controladas, mostraram que a formação de oxicloretos e volatilidade geral são dependentes das concentrações de oxigênio. Os oxicloretos mostraram-se menos voláteis do que os cloretos.